# Striatum
Pour les articles homonymes, voir Striatum (homonymie).
En neuroanatomie, le striatum ou néostriatum, appelé également le corps strié est une structure nerveuse subcorticale (sous le cortex) paire. Il est impliqué dans le mouvement involontaire, la motivation alimentaire ou sexuelle, la gestion de la douleur (via le système dopaminergique) et la cicatrisation voire la régénérescence de certains tissus cérébraux.
Il est lié aux maladies de Parkinson, de Huntington et de Gilles de la Tourette, ainsi qu'au phénomène d'addiction.

## Anatomie

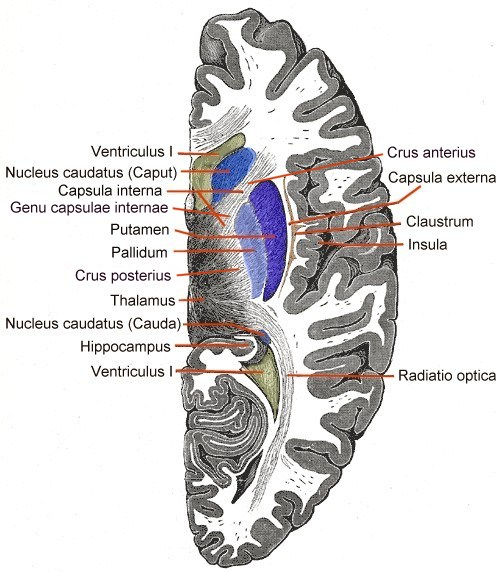
Coupe transversale du cerveau (section horizontale) comportant le striatum

Il est constitué du noyau caudé, du putamen, et du striatum ventral (qui comprend le noyau accumbens). Le caudé et le thalamus sont séparés par un faisceau de fibres nerveuses (substance blanche), la capsule interne. 
Le striatum fait partie des ganglions de la base. Les nombreux faisceaux de fibres de cette région lui donnent un aspect strié, d'où le nom de corps strié donné à l'ensemble (néo-)striatum + pallidum.
Il faut distinguer le (néo-)striatum de l'archéostriatum (qui correspond à l'amygdale) et du paléostriatum (qui correspond au pallidum : globus pallidus interne et externe).

## Fonctions
Le striatum est au moins impliqué :
- dans la motricité involontaire ou automatique ;
- dans les comportements appétitifs ou aversifs, en particulier dans la motivation alimentaire ou sexuelle (striatum ventral) ;
- dans la nociception ou la gestion de la douleur, via le système dopaminergique et ou les endorphines et dans l'effet placebo[1], avec des différences individuelles d'origine génétique ; le gène en cause étant le « gène COMT » (pour Catéchol-O-méthyltransférase)[2] ;
- dans la cicatrisation et parfois régénérescence de certains tissus cérébraux (neurogenèse secondaire) après une blessure neuronale ou un stress ayant induit la mort de nombreux neurones (ischémie / accident vasculaire cérébral) ; Des neurones striataux peuvent être générés chez le rat de laboratoire par des cellules souches neurales[3] à partir de la zone sous-ventriculaire (ZSV) même chez l'adulte dans un cerveau mature et après une mort cellulaire massive. Le remplacement des neurones semble essentiellement issu d'un recrutement des progéniteurs de la ZSV, en réponse à des modifications micro-environnementales induites par la lésion[4].

## Pathologies
- La maladie de Huntington est une maladie héréditaire due à une dégénérescence du striatum (ainsi ensuite que d'autres structures cérébrales), avec comme conséquence une motricité fortement perturbée (chorée)[5].
- La maladie de Parkinson est due à une perte de l'innervation dopaminergique du striatum provenant de la substance noire (laquelle dégénère au cours de la maladie).
- Les phénomènes d'addiction dépendent de la plasticité des synapses du striatum, particulièrement dans les noyaux accumbens où il y a perte de la capacité à produire des potentialisations à long terme (LTP ou PLT en français)[6].

### Vidéographie
- Sébastien Bohler (docteur en neurosciences)  (2020) « Le bug humain », Onzième édition de l'université d'été Trans-Mutation, « Passion à l'acte » , en prolongement du thème 2019

```
« Mutation ou effondrement ». 
« Pourquoi nos passions consuméristes bloquent-elles les mutations nécessaires face aux défis écologiques auxquels nous sommes confrontés? »
 Rôle du striatum, de la 
dopamine
, potentiel de la 
pleine conscience
. Conférence mise en ligne, 
28 août 2020
```